# يأجوج ومأجوج

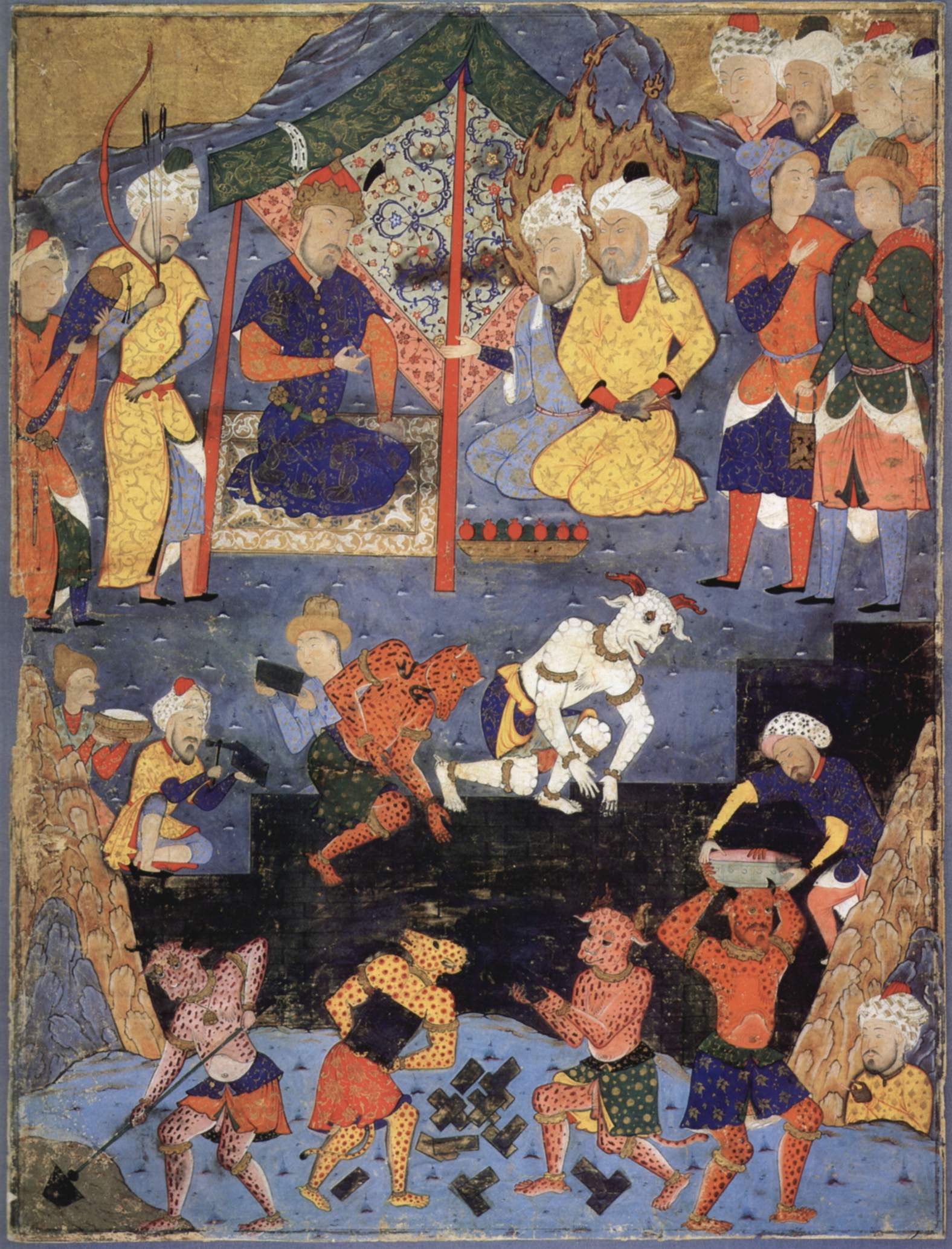
منمنمة فارسية تظهر ذو القرنين وهو يبني جداراً حديدياً بمساعدة الجن لعزل يأجوج ومأجوج.

يأجوج ومأجوج، يظهران في الكتاب المقدس العبري والنصوص المقدسة الإسلامية كأفراد، أو قبائل، أو أراضي. في سفر حزقيال 38، مأجوج هو شخص ويأجوج هي أرضه. في سفر التكوين 10 مأجوج رجل، لكن لم يرد ذكر يأجوج؛ وبعد قرون، غيرت التقاليد اليهودية عبارة «يأجوج من مأجوج» التي وردت في حزقيال إلى «يأجوج ومأجوج»، وهو الشكل الذي يظهر في سفر الرؤيا، مع تعريف يأجوج ومأجوج بأنهما جماعتان وليسا شخصين.
ارفقت قصة بـ «يأجوج» و«مأجوج» بحلول العصر الروماني، والتي قالت بأن الإسكندر الأكبر قد أنشأ بوابات الإسكندر لصد القبيلة. عرفهم المؤرخ اليهودي الروماني يوسيفوس بأنهم أمة تنحدر من مأجوج، كما هو الحال في سفر التكوين، وأوضح أنهم السكوثيون. على أيدي الكتّاب المسيحيين الأوائل، أصبحوا جحافل مروعة، وطوال فترة العصور الوسطى، كان تعريف «يأجوج» و«مأجوج» بشكل مختلف على أنهم الفايكنج أو الهون أو الخزر أو المغول أو التورانيين أو غيرهم من البدو الرُّحَّل الأوراسيين أو حتى أسباط إسرائيل العشر المفقودة.
دمجت قصة وأسطورة «يأجوج» و«مأجوج» والبوابات في رومانسيات الإسكندر. في إحداها، «جوث وماجوث» هم ملوك الأمم غير النظيفة، ويقودهم بعيدا الإسكندر، ويمنعون من الرجوع عن طريق جداره الجديد. كذلك قيل إن «يأجوج» و«مأجوج» قد انخرطا في أكل لحوم البشر في الأدب الرومانسي والأدب المشتق. كما رسمت صورهم على خرائط علم الكونيات في العصور الوسطى، أو مابا موندي، وأحيانًا بجانب جدار الإسكندر.
نشر الخلط بين يأجوج ومأجوج مع أسطورة الإسكندر والبوابات الحديدية في جميع أنحاء الشرق الأدنى، في القرون الأولى للعصر المسيحي والإسلامي. في القرآن في سورة الكهف يظهر يأجوج ومأجوج كقبائل بدائية وغير أخلاقية أُبعِدت وحظرت من قبل ذو القرنين، الذي ورد ذكره في القرآن باعتباره حاكمًا صالحًا وفاتحًا، وفي أغلب الأحيان يربط بينه وبين الإسكندر الأكبر. اعتبر الكثير من المؤرخين والجغرافيين المسلمين الحديثين أن ظهور الفايكنج هو ظهور يأجوج ومأجوج. في الأزمنة المعاصرة، يظلان مرتبطين بالتفكير الأبوكاليبتي، وخاصة عند اليهود والعالم الإسلامي.

## أصل أسماء يأجوج ومأجوج
ذُكِرَ الإسمان معًا في الفصل 38 من حزقيال، حيث يأجوج هو فرد ومأجوج هي أرضه. يبقى معنى اسم يأجوج غير مؤكد، وعلى أي حال يبدو أن مؤلف سفر حزقيال لا يولي أهمية خاصة له. وقد بذلت الجهود للتعرف عليه وربط اسمه بالعديد من الأفراد، لا سِيما غيجيس، ملك ليديا في أوائل القرن السابع قبل الميلاد، لكن العديد من العلماء لا يعتقدون أنه مرتبط بأي شخص تاريخي.
في سفر التكوين 10 مأجوج هو شخص، ابن يافث بن نوح، ولكن لم يرد ذكر يأجوج. اسم مأجوج غامض بنفس الدرجة، ولكنه قد يأتي من mat-Gugu الآشورية، «أرض الجيج»، أي ليديا. بدلاً من ذلك، يمكن اشتقاق يأجوج من ماجوج بدلاً من العكس، وقد يكون «مأجوج» رمزًا لبابل.
قد يكون شكل «يأجوج ومأجوج» قد ظهر اختصارًا لـ «يأجوج و/من أرض مأجوج»، استنادًا إلى النسخة السبعونية، وهي الترجمة اليونانية للكتاب المقدس العبري. عثر مثال على هذا النموذج باللغة العبرية (Gog u-Magog)، لكن سياقه غير واضح، ولا يوجد إلا في جزء من مخطوطات البحر الميت. في سفر الرؤيا، يأجوج ومأجوج معا هما الشعوب المعادية في العالم. يأجوج أو Goug يذكر في سفر أخبار الأيام الأول 5: 4، ولكن يبدو أنه ليس لديه اتصال مع يأجوج الذي ذكر في سفر حزقيال أو مأجوج الخاص بسفر التكوين.
على الأرجح كان اسم «يأجوج ومأجوج» في الكتاب المقدس الأصل لاسم «غوغماغوج»، العملاق البريطاني الأسطوري. وترى دراسات حديثة أنها انتقلت من اليونانية إلى السريانية مباشرة ومنها إلى العربية.

## يأجوج ومأجوج في الإسلام

### قصة يأجوج ومأجوج في القرآن
ورد ذكر «يأجوج ومأجوج» في القرآن الكريم في قوله تعالى: ﴿حَتَّى إِذَا بَلَغَ بَيْنَ السَّدَّيْنِ وَجَدَ مِنْ دُونِهِمَا قَوْمًا لَا يَكَادُونَ يَفْقَهُونَ قَوْلًا ۝٩٣ قَالُوا يَا ذَا الْقَرْنَيْنِ إِنَّ يَأْجُوجَ وَمَأْجُوجَ مُفْسِدُونَ فِي الْأَرْضِ فَهَلْ نَجْعَلُ لَكَ خَرْجًا عَلَى أَنْ تَجْعَلَ بَيْنَنَا وَبَيْنَهُمْ سَدًّا ۝٩٤ قَالَ مَا مَكَّنِّي فِيهِ رَبِّي خَيْرٌ فَأَعِينُونِي بِقُوَّةٍ أَجْعَلْ بَيْنَكُمْ وَبَيْنَهُمْ رَدْمًا ۝٩٥ آتُونِي زُبَرَ الْحَدِيدِ حَتَّى إِذَا سَاوَى بَيْنَ الصَّدَفَيْنِ قَالَ انْفُخُوا حَتَّى إِذَا جَعَلَهُ نَارًا قَالَ آتُونِي أُفْرِغْ عَلَيْهِ قِطْرًا ۝٩٦ فَمَا اسْطَاعُوا أَنْ يَظْهَرُوهُ وَمَا اسْتَطَاعُوا لَهُ نَقْبًا ۝٩٧ قَالَ هَذَا رَحْمَةٌ مِنْ رَبِّي فَإِذَا جَاءَ وَعْدُ رَبِّي جَعَلَهُ دَكَّاءَ وَكَانَ وَعْدُ رَبِّي حَقًّا ۝٩٨ وَتَرَكْنَا بَعْضَهُمْ يَوْمَئِذٍ يَمُوجُ فِي بَعْضٍ وَنُفِخَ فِي الصُّورِ فَجَمَعْنَاهُمْ جَمْعًا ۝٩٩﴾. والآيات تبين لنا كيف كان يأجوج ومأجوج في قديم الزمان أهل فساد وشر وقوة، لا يصدّهم شيء عن ظلم من حولهم لقوتهم وجبروتهم، حتى قدم الملك الصالح ذو القرنين، فاشتكى له أهل تلك البلاد ما يلقون من شرهم، وطلبوا منه أن يبني بينهم وبين «يأجوج ومأجوج» سدّاً يحميهم منهم، فأجابهم إلى طلبهم، وأقام ردماً منيعاً من قطع الحديد بين جبلين عظيمين، وأذاب النحاس عليه، حتى أصبح أشدّ تماسكاً، فحصرهم بذلك الردم تحت الأرض ودفع شرهم عن البلاد والعباد.
وأشارت الآيات السابقة جليا إلى أن بقاء «يأجوج ومأجوج» محصورين تحت الردم، إنما هو إلى وقت معلوم ﴿قَالَ هَذَا رَحْمَةٌ مِنْ رَبِّي فَإِذَا جَاءَ وَعْدُ رَبِّي جَعَلَهُ دَكَّاءَ وَكَانَ وَعْدُ رَبِّي حَقًّا ۝٩٨﴾، الوقت الذي أخبر عنه النبي محمد في أحاديثه، حيث أن خروجهم يكون آخرَ الزمان، قُبَيْل قيام الساعة.
كما ورد ذكر «يأجوج ومأجوج» أيضاً في موضع آخر من القرآن يبين كثرتهم وسرعة خروجهم وذلك في قوله تعالى: ﴿حَتَّى إِذَا فُتِحَتْ يَأْجُوجُ وَمَأْجُوجُ وَهُمْ مِنْ كُلِّ حَدَبٍ يَنْسِلُونَ ۝٩٦﴾

### صفة خلقهم
عن خالد بن عبد الله بن حرملة عن خالته قالت: خطب رسول الله ﷺ وهو عاصب رأسه من لدغة عقرب فقال: «إنكم تقولون لا عدو! وإنكم لن تزالوا تقاتلون حتى يأتي يأجوج ومأجوج: عراض الوجوه، صغار العيون، صهب الشغاف، ومن كل حدب ينسلون، كأن وجوههم المجان المطرقة».
قوله « صهب الشغاف » يعني لون شعرهم أسود فيه حمرة، و« كأن وجوههم المجان المطرقة » المجن الترس وشبه وجوههم بالترس لبسطها وتدويرها وبالمطرقة لغلظها وكثرة لحمها، و« من كل حدب ينسلون » أي من كل مكان مرتفع يخرجون سراعا وينتشرون في الأرض.

### ما جاء في كثرتهم
- قال تعالى: ﴿حَتَّى إِذَا فُتِحَتْ يَأْجُوجُ وَمَأْجُوجُ وَهُمْ مِنْ كُلِّ حَدَبٍ يَنْسِلُونَ ۝٩٦﴾[24] وفيه دليل على كثرتهم.
- قال النبي ﷺ: «يقول الله  يوم القيامة: يا آدم، يقول: لبيك ربنا وسعديك، فينادى بصوت: إن الله يأمرك أن تخرج من ذريتك بعثا إلى النار، قال: يارب وما بعث النار؟ قال: من كل ألف - أراه قال - تسعمائة وتسعة وتسعين، فحينئذ تضع الحامل حملها، ويشيب الوليد، وترى الناس سكارى وما هم بسكارى ولكن عذاب الله شديد». فشق ذلك على الناس حتى تغيرت وجوههم. فقال النبي ﷺ: «من يأجوج ومأجوج تسعمائة وتسعة وتسعين ومنكم واحد، ثم أنتم في الناس كالشعرة السوداء في جنب الثور الأبيض، أو كالشعرة البيضاء في جنب الثور الأسود، وإني لأرجو أن تكونوا ربع أهل الجنة». فكبرنا، ثم قال: «ثلث أهل الجنة». فكبرنا، ثم قال: «شطر أهل الجنة». فكبرنا».[25]
- قال النبي ﷺ: «سيوقد المسلمون من قسي يأجوج ومأجوج ونشابهم وأترستهم سبع سنين».[26]
- قال النبي ﷺ: «إن يأجوج ومأجوج أقل ما يترك أحدهم لصلبه ألفا من الذرية».[27]

### خروجهم في آخر الزمان
قال النبي ﷺ: «إِنَّ يَأْجُوجَ وَمَأْجُوجَ يَخْرِقُونَهُ كُلَّ يَوْمٍ حَتَّى إِذَا كَادُوا يَرَوْنَ شُعَاعَ الشَّمْسِ، قَالَ الَّذِي عَلَيْهِمُ: ارْجَعُوا فَسَتَحْفُرُونَهُ غَدًا، فَيُعِيدُهُ اللَّهُ كَأَشَدَّ مَا كَانَ، حَتَّى إِذَا بَلَغَتْ مُدَّتُهُمْ، وَأَرَادَ اللَّهُ أَنْ يَبْعَثَهُمْ عَلَى النَّاسِ حَفَرُوا، حَتَّى إِذَا كَادُوا يَرَوْنَ شُعَاعَ الشَّمْسِ، قَالَ الَّذِي عَلَيْهِمُ: ارْجِعُوا فَسَتَحْفُرُونَهُ غَدًا، إِنْ شَاءَ اللَّهُ، فَيَغْدُونَ إِلَيْهِ وَهُوَ كَهَيْئَتِهِ حِينَ تَرَكُوهُ، فَيَخْرِقُونَهُ، فَيَخْرُجُونَ عَلَى النَّاسِ فَيُنَشِّفُونَ الْمِيَاهَ، وَيَتَحَصَّنُ النَّاسُ مِنْهُمْ فِي حُصُونِهِمْ، فَيَرْمُونَ سِهَامَهُمْ إِلَى السَّمَاءِ، فَتَرْجِعُ وَفِيهَا كَهَيْئَةِ الدِّمَاءِ، فَيَقُولُونَ: قَهَرْنَا أَهْلَ الْأَرْضِ، وَعَلَوْنَا أَهْلَ السَّمَاءِ! فَيَبْعَثُ اللَّهُ عَلَيْهِمْ نَغَفًا فِي أَقْفَائِهِمْ فَيَقْتُلُهُمْ بِهَا».
ووفقًا لما رواه مسلم من حديث النواس بن سمعان أنه بعد مقتل الدجال، يُوحي الله لعيسى بن مريم: «إنِّي قدْ أَخْرَجْتُ عِبَادًا لِي، لا يَدَانِ لأَحَدٍ بقِتَالِهِمْ، فَحَرِّزْ عِبَادِي إلى الطُّور». فيفر المؤمنون وعيسى من يأجوج ومأجوج إلى جبل الطور بسيناء. فيمر يأجوج ومأجوج على بحيرة طبرية فيشربونها، ويظل عيسى والمؤمنون يدعون حتى يُرسل الله النعف في رقاب يأجوج ومأجوج فيموتون، ثم يُرسل الطير تحمل أجسادهم إلى مكان بعيد، ثم ينزل المطر فيغسل الأرض وتنبت، وينزل عيسى ومن معه من الجبل، ويمكث في الأرض أربعين سنة، ثم يتوفى ويصلي عليه المسلمون.

#### زمن خروجهم في آخر الزمان
اختلف العلماء في ترتيب علامات الساعة الكبرى العشر. رتب شمس الدين القرطبي العلامات الكبرى في كتابه التذكرة بأحوال الموتى وأمور الآخرة على النحو التالي: ظهور الدجال، ثم نزول عيسى، ثم خروج يأجوج ومأجوج، ثم الدابة، ثم طلوع الشمس من مغربها. فقال:
| يأجوج ومأجوج | أول الآيات ظهوراً الدجال، ثم نزول عيسى عليه السلام، ثم خروج يأجوج ومأجوج، فإذا قتلهم الله بالنغف في أعناقهم على ما يأتي، وقبض الله تعالى نبيه عيسى عليه السلام، وخلت الأرض منا، وتطاولت الأيام على الناس، وذهب معظم دين الإسلام، أخذ الناس في الرجوع إلى عاداتهم، وأحدثوا الأحداث من الكفر والفسوق، كما أحدثوه بعد كل قائم نصبه الله تعالى بينه وبينهم حجة عليهم ثم قبضه، فيخرج الله تعالى لهم دابة من الأرض، فتميز المؤمن من الكافر، ليرتدع بذلك الكفار عن كفرهم والفساق عن فسقهم، ويستبصروا وينزعوا عما هم فيه من الفسوق والعصيان، ثم تغيب الدابة عنهم ويمهلون، فإذا أصروا على طغيانهم طلعت الشمس من مغربها، ولم يقبل بعد ذلك لكافر ولا فاسق توبة، وأزيل الخطاب والتكليف عنهم، ثم كان قيام الساعة على أثر ذلك قريباً، لأن الله تعالى يقول: ﴿وما خلقت الجن والإنس إلا ليعبدون﴾، فإذا قطع عنهم التعبد لم يقرهم بعد ذلك في الأرض زماناً طويلاً. | يأجوج ومأجوج |

بينما رتبها عبد الرحمن المباركفوري في كتابه تحفة الأحوذي بشرح جامع الترمذي على النحو التالي: الدخان، ثم الدجال، ثم نزول عيسى، ثم يأجوج ومأجوج، ثم خروج الدابة، ثم طلوع الشمس من مغربها، فقال:
| يأجوج ومأجوج | اعْلَمْ أَنَّ الرِّوَايَاتِ قَدِ اختلفت في ترتيب الآيات العشر، ولذا اخْتَلَفَ أَهْلُ الْعِلْمِ فِي تَرْتِيبِهَا، فَقَدْ قِيلَ إِنَّ أَوَّلَ الْآيَاتِ الدُّخَانُ، ثُمَّ خُرُوجُ الدَّجَّالِ، ثُمَّ نُزُولُ عِيسَى عَلَيْهِ السَّلَامُ، ثُمَّ خُرُوجُ يَأْجُوجَ وَمَأْجُوجَ، ثُمَّ خُرُوجُ الدَّابَّةِ، ثُمَّ طُلُوعُ الشَّمْسِ مِنْ مَغْرِبِهَا، فَإِنَّ الْكُفَّارَ يُسْلِمُونَ فِي زَمَنِ عِيسَى عَلَيْهِ السَّلَامُ حَتَّى تَكُونَ الدَّعْوَةُ وَاحِدَةً، وَلَوْ كَانَتِ الشَّمْسُ طَلَعَتْ مِنْ مَغْرِبِهَا قَبْلَ خُرُوجِ الدَّجَّالِ وَنُزُولِهِ لَمْ يَكُنِ الْإِيمَانُ مَقْبُولًا مِنَ الْكُفَّارِ، فَالْوَاوُ لِمُطْلَقِ الْجَمْعِ فَلَا يَرِدُ أَنَّ نُزُولَهُ قَبْلَ طُلُوعِهَا، وَلَا مَا وَرَدَ أَنَّ طُلُوعَ الشَّمْسِ أَوَّلُ الْآيَاتِ، وَقَالَ فِي فَتْحِ الْوَدُودِ: قِيلَ أَوَّلُ الْآيَاتِ الْخَسُوفَاتُ، ثُمَّ خُرُوجُ الدَّجَّالِ، ثُمَّ نُزُولُ عِيسَى عَلَيْهِ السَّلَامُ، ثُمَّ خُرُوجُ يَأْجُوجَ وَمَأْجُوجَ، ثُمَّ الرِّيحُ الَّتِي تُقْبَضُ عِنْدَهَا أَرْوَاحُ أَهْلِ الْإِيمَانِ، فَعِنْدَ ذَلِكَ تَخْرُجُ الشَّمْسُ مِنْ مَغْرِبِهَا، ثُمَّ تَخْرُجُ دَابَّةُ الْأَرْضِ، ثُمَّ يَأْتِي الدُّخَانُ، قَالَ صَاحِبُ فَتْحِ الْوَدُودِ: وَالْأَقْرَبُ فِي مِثْلِهِ التَّوَقُّفُ وَالتَّفْوِيضُ إِلَى عَالِمِهِ. | يأجوج ومأجوج |

### موقعهم
لا توجد أدلة قاطعة تعين موقع الردم الذي يحجز يأجوج ومأجوج، إلا أنه يذكر بعض الناس أنه وراء الصين، ويذكر بعضهم أنه في جورجيا في جبال القوقاز قرب أذربيجان أرمينيا، ويدل له أثر مروي عن ابن عباس، وقيل إنه في أواخر شمال الأرض، وقيل غير ذلك. وقال الألوسي: ولعله قد حال بيننا وبين ذلك الموضع مياه عظيمة، كما ذهب بعض المهتمين بمراجعة المصادر غير الإسلامية إلى أن السدين المائيين هما بحر قزوين والبحر الأسود، ومنطقة بين السدين هي تحديداً الحدود الفاصلة بين ما يعرف حالياً بـأوسيتيا الجنوبية (التابعة لجورجيا) وأوسيتيا الشمالية (التابعة لروسيا)، حيث أن بينهما مضيق جبلي يعرف حالياً بـمضيق داريال، يعتقد أن يأجوج ومأجوج كانوا جنوبه، في حين أن الفرس العلّان كانوا شماله. وكان الفرس العلان لا يكادون يفقهون قولاً ويتعرضون للغارات من الجنوبيين (يأجوج ومأجوج) بشكل مستمر ودموي.
في خريطة الشريف الإدريسي، رُسمت أرض يأجوج ومأجوج في الزاوية الشمالية الشرقية (ما وراء شمال شرق آسيا) ومحاطة. تُظهر بعض خرائط العالم الأوروبي في العصور الوسطى أيضًا موقع أراضي يأجوج ومأجوج في أقصى شمال شرق آسيا (والركن الشمالي الشرقي من العالم).

## يأجوج ومأجوج في المسيحية
ذُكر جوج وماجوج في الكتاب المقدس في سفر الرؤيا ليوحنا اللاهوتي في الإصحاح العشرين في الآية 8، «وَيَخْرُجُ لِيُضِلَّ الأُمَمَ الَّذِينَ فِي أَرْبَعِ زَوَايَا الأَرْضِ: جُوجَ وَمَاجُوجَ، لِيَجْمَعَهُمْ لِلْحَرْبِ، الَّذِينَ عَدَدُهُمْ مِثْلُ رَمْلِ الْبَحْرِ.» (رؤ 20: 8) وجوج وماجوج في الآية كناية عن الشيطان وأعوانه، أما في الأصل فهما ملكان للممالك الشمالية التي حاربت وعادت إسرائيل قديما، وتنبأ عنها حزقيال (حز38: 2) وعن خرابها الشديد (حز38: 7-13).
وجائت هذه الآية تحت عنوان «دينونة الشيطان» في الكتاب المقدس.

## يأجوج ومأجوج في اليهودية
يرد الاسم «جوج» في سفر حزقيال على أنه اسم لملك يحكم على أرض تدعى «مأجوج» أو على شعب يدعى بهذا الاسم، وسيقوم هذا الملك بغزو أرض إسرائيل قبل اليوم الأخير، ولكنهُ يقتل هو وشعبه في مذبحة هائلة.

## يأجوج ومأجوج في الثقافات العالمية
تشبه إلى حدٍ ما الروايات المعروفة التي وردت في ديانات: الإسلام والمسيحية واليهودية.

## الملاحظات
1. ↑  The encryption technique is called شفرة أتباش. BBL ("Babylon") when read backwards and displaced by one letter becomes MGG (Magog).
2. ↑  4Q523 scroll
3. ↑  The giant mentioned by جيفري مونماوث in تاريخ ملوك بريطانيا (1136 AD).